# Dori Seda
Dorothea Antoinette Seda, meglio conosciuta come Dori Seda (22 giugno 1951 – 25 febbraio 1988), è stata una fumettista underground statunitense.

## Biografia
Nata nel 1950, iniziò a lavorare per la casa editrice di fumetti Last Gasp. Pubblicò storie autobiografiche nei fumetti underground come Wimmen's Comix, Rip-Off Comix, Tits 'n Clits e Weirdo. Realizzò anche una storia completa intitolata Lonely Nights Comics: Stories To Read When the Couple Next Door Is Fucking Too Loud. Fumatrice accanita, soffriva di enfisema polmonare. Morì nel 1988, all'età di 37 anni, di una malattia respiratoria. Il suo compagno, Don Donahue, ereditò i diritti delle sue opere e pubblicò postumo Dori Stories, un'antologia dei suoi fumetti pubblicata precedentemente da Last Gasp nel 1999.

## Premi e riconoscimenti
- Will Eisner Hall of Fame (postumo, 2017)